# Nätverket mot cancer
Nätverket mot cancer (NMC) är ett svenskt nätverk, organiserad som en ideell förening, vars huvudfrågor är cancerprevention, tidig upptäckt, en rättvis cancervård oavsett bostadsort, rehabilitering och ett så gott liv som möjligt med/efter cancer och patienträttigheter. Nätverket består av medlemsföreningar från cancerprofilerade patientföreningar i Sverige samt stödmedlemmar. Organisationen bildades inför det svenska riksdagsvalet 2010 för att lyfta cancerfrågorna såväl politiskt som i media. NMC har medverkat i Almedalsveckan sedan 2010 med seminarier och olika aktiviteter. De har även knutit till sig en rådgivande grupp för medicinsk expertis med erkända cancerexperter. NMC anordnar en seminariedag varje år på Världscancerdagen 4 februari. Aktiviteterna är ett led i påverkansarbetet för att förbättra forskning och vård.  

## Medlemsorganisationer
Medlemsorganisationer (2025): ALK-Positive, Barncancerfonden, Blodcancerförbundet, Cancerkompisar, Cancerföreningen PALEMA, Gyncancerförbundet,  ILCO Tarm- uro och stomiförbundet, Lungcancerförbundet Stödet, Njurcancerföreningen, Nätverket mot Gynekologisk Cancer, Sarkomföreningen och Svenska Ödemförbundet. Regionala/lokala medlemsorganisationer: Bröstcancerföreningen Johanna och Kraftens Hus Sjuhärad.  